# Nissan Pulsar

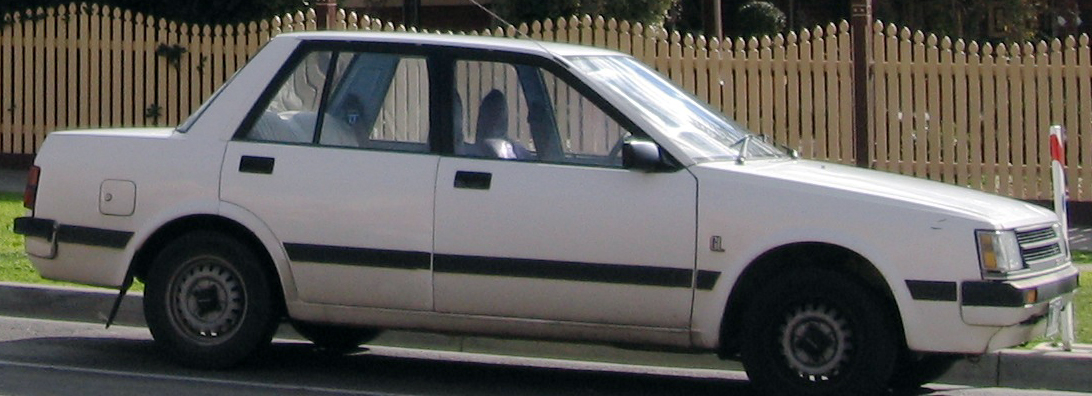
Nissan Pulsar N12

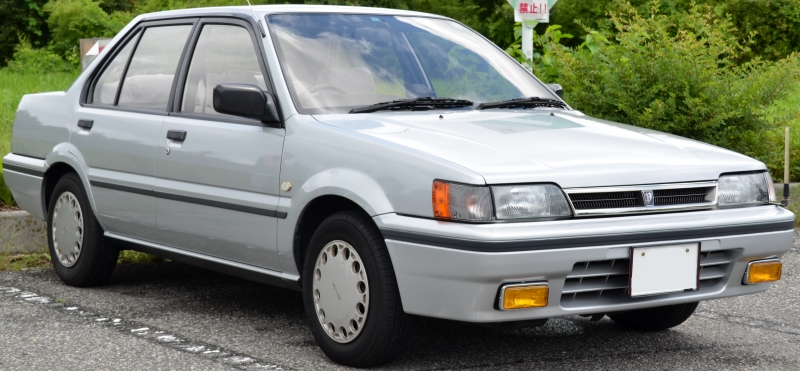
Nissan Pulsar N13

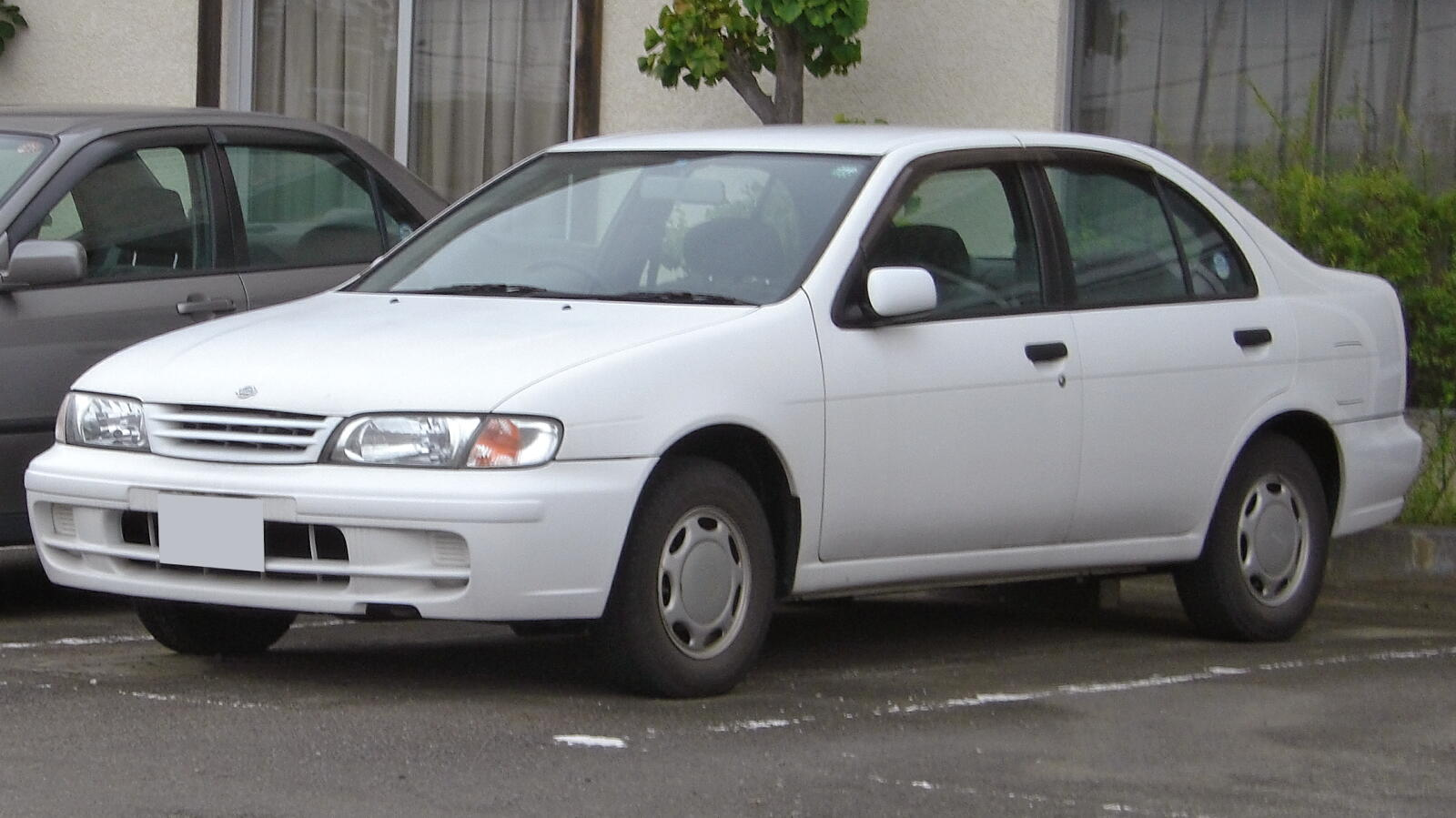
Nissan Pulsar N15

Nissan Pulsar är en personbil tillverkad av den japanska biltillverkaren Nissan Motor Co. Ltd. I Sverige och övriga Europa har den sålts under namn som Cherry, Sunny och Almera.

## Nissan Pulsar N10 (1978-82), N12 (1982-86)
Nissan Pulsar ersatte Datsun Cherry F-II från 1978. I Europa fortsatte modellen att säljas som Nissan Cherry fram till 1986.

## Nissan Pulsar N13 (1986-90), N14 (1990-95)
Den tredje och fjärde generationen Pulsar såldes i Europa som Nissan Sunny.

## Nissan Pulsar N15 (1995-2000)
Den femte generationen Pulsar såldes i Europa som Nissan Almera.

## Nissan Pulsar N16 (2000-06)
Under år 2000 ersattes Pulsar-modellen i Japan av Nissan Bluebird Sylphy. I Australien och Nya Zeeland behölls dock namnet Pulsar och i Europa höll man fast vid namnet Almera.

## Nissan Pulsar B17 (2013- )
Sedan 2013 säljs åter Nissan Sylphy i Australien och Nya Zeeland under namnet Pulsar.

## Nissan Pulsar C13 (2014-18)
I maj 2014 presenterades Nissan Pulsar C13, en ny Golfklassbil framtagen speciellt för europamarknaden. Den tillverkas i Barcelona i Spanien.
Varianter:
| Modell    | Motor               | Cylindervolym | Effekt | Bränslesystem            |
| --------- | ------------------- | ------------- | ------ | ------------------------ |
| 1.2 DIG-T | 4-cyl radmotor DOHC | 1197 cm³      | 115 hk | Direktinsprutning, turbo |
| 1.6 DIG-T | 4-cyl radmotor DOHC | 1618 cm³      | 190 hk | Direktinsprutning, turbo |
| 1.5 dCi   | 4-cyl radmotor DOHC | 1461 cm³      | 110 hk | Common rail turbodiesel  |